# Beaulieu-sur-Sonnette
Beaulieu-sur-Sonnette település Franciaországban, Charente megyében. Lakosainak száma 222 fő (2022. január 1.). Beaulieu-sur-Sonnette Cellefrouin, Chassiecq, Parzac, Turgon és Ventouse községekkel határos.

## Népesség
A település népessége az elmúlt években az alábbi módon változott:
| Lakosok száma | 448  | 326  | 300  | 282  | 253  | 236  | 207  | 199  | 197  | 222  |
|               | 1968 | 1982 | 1990 | 2006 | 2013 | 2015 | 2017 | 2019 | 2020 | 2022 |